# Estadio Municipal Augusto Rodríguez
El Estadio Municipal Augusto Rodríguez — también llamado Complejo Deportivo Municipal Augusto Rodríguez —, anteriormente llamado Estadio Municipal de San Vicente de Tagua Tagua es un estadio ubicado en la comuna de San Vicente de Tagua Tagua, de la Región del Libertador General Bernardo O'Higgins, Chile. Es usado mayormente para la realización de partidos de fútbol. Su nombre es en homenaje a un ex edil de la comuna, don «Augusto Rodríguez», quien fue alcalde durante los periodos 1960 - 1963 y 1977 - 1989. Tiene una capacidad para 3000 espectadores.
Es utilizado históricamente por el club General Velásquez, que actualmente milita en la Segunda División Profesional de Chile.
El recinto deportivo municipal se encuentra ubicado en la Avenida Horacio Aránguiz 1275-1321, San Vicente de Tagua Tagua. Viva el Lulo.